# Laas Geel

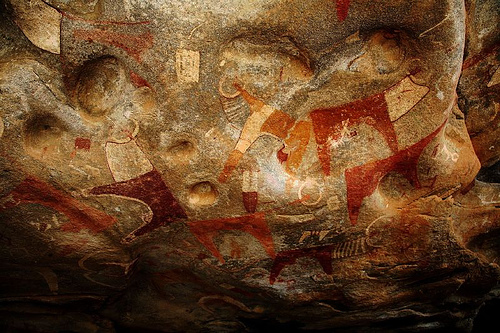
Grottmålningar i Laas Geel, utanför staden Hargeisa.

Laas Geel, även stavat Las Gel, är grottmålningar nordöst om staden Hargeisa, i regionen Woqooyi Galbeed, i den självutnämnda republiken Somaliland. Ordet laas geel betyder vattenkälla för kameler på det somaliska språket. Målningarna uppskattas vara gjorda runt 9000-3000 år före Kristus, under perioden neolitikum.  
Målningarna är fördelade på 20 bergrum, där den högsta är runt 10 meter. Man beräknar att det sammanlagt är ungefär 350 människor och djur som är avmålade i området laas geel. Det vanligaste förekommande motivet är kor, men även porträtt av människor, hundar, sport och giraffer. Målningarna varierar i färgerna röd, orange, brun och violett.

## Upptäckt
Grottmålningarna har varit kända hos lokalbefolkningen under en lång tid innan de blev internationellt kända. I november och december 2002 befann sig ett franskt forskningsteam lett av den franska arkeologen Xavier Gutherz på Paul Valéry university i området kring Hargeisa. Teamet befanns sig där för att studera början av pastoralism i Afrikas horn. Den 4 december upptäckte några av arkeologerna i teamet målningarna. År 2003 återvände ett team av arkeologer och experter till området för att göra en mer detaljerad studie kring målningarna.